# Власова, Клара Филипповна
Клара Филипповна Вла́сова (28 января 1926, Москва — 4 марта 2022) — советский и российский живописец. Заслуженный художник РФ (2016). Член Союза художников СССР с 1952 года.

## Биография
Родилась 28 января 1926 года в Москве.
В 1939—1944 гг. училась в Московской средней художественной школе при МГХИ им. В. И. Сурикова для одарённых детей. Во время войны вместе со школой была эвакуирована в Башкирию, в село Воскресенское, где занималась под руководством скульптора С. Д. Тавасиева.
В 1944—1950 гг. училась в Московском государственном академическом художественном институте имени В. И. Сурикова (мастерская народного художника СССР, академика С. В. Герасимова). Дипломная картина — «Приезд комсомольцев на восстановление Сталинграда».
В 1952 году принята в Союз художников СССР. С этого времени активно участвовала в московских, областных, республиканских и всесоюзных выставках. Была членом ревизионной и выставочной комиссий Союза художников СССР.
В 1960—1970-е годы была в творческих поездках в Японии, Италии, Германии и Чехословакии.
В дагестанском селе Чох создана галерея произведений Клары Власовой.
Произведения К. Ф. Власовой хранятся в Государственном Русском музее, музее Л. Н. Толстого, музее истории Москвы, а также в частных коллекциях коллекционеров России, Англии, Германии, Франции, Голландии, Италии, Японии, Чехии, Словакии, США, Венесуэлы и др.

## Творчество
Клара Власова работала почти во всех жанрах: натюрморт, портрет, пейзаж, жанровая живопись. Её искусство отличает яркий колорит, лирика, бытовые сцены. С начала 1970-х годов основной темой её творчества является горный Дагестан, а именно село Чох, где она проводила каждое лето.

## Выставки
- 1982 — персональная выставка (Москва, Махачкала, Ленинград, Сочи)
- 2002 — персональная выставка (Москва)
- 2004 — персональная выставка (Можайск)
- 2007 — персональная выставка «Пути-дороги» (Саратов, Самара, Нижний Новгород)
- 2012, 2016 — персональная выставка (Махачкала)
- 2016 — персональная выставка к 90-летию «Я и моё время» Выставочные залы МАХЛ РАХ, Москва[2]
- 2019 — персональная выставка к 70-летию творческой деятельности Москва[3]
- 2020 — персональная выставка «Это моя жизнь». Выставочные залы МАХЛ РАХ, Москва

## Награды
- Заслуженный художник РФ (2016)
- Орден «Знак Почёта»[4]
- Народный художник Дагестана (2017)[5]
- Заслуженный художник Дагестана (2012)[6]